# Antonio Zoppi
Antonio Zoppi, né en 1860 et mort en 1926, est un peintre italien, principalement de scènes de genre et de costumes, ainsi que de paysages. . 

## Biographie
Antonio Zoppi naît et réside à Novara. En 1881, il expose à Milan : Paggio del secolo XVI. En 1881, à Rome, il expose: Fate la carità e In vino laetitia. Il envoie à d'autres expositions : Soleil hivernal ; Dolci ricordi ; Il nonno ; Adele ; Étude d'une tête ; A landscaper of Tobacco ; et Savoie et matin d'hiver. Vendemmia est exposé à l'Académie de Brera en 1822. Un autre peintre du même nom est né à Plaisance le 8 avril 1826. C'est un peintre décoratif et un représentant de la quadratura. 
Parmi ses œuvres: une peinture de quadratura à l'intérieur de la maison de Dezzopis; un jardin dans la maison du signor Filippo Guastoni à Plaisance, et un autre représentant un jardin dans la casa Beltrami, le Sanvitali représentant la mer. Il peint également de la scénographie et des scénographies et des décorations pour le Teatro Municipale. 